# Micropholis cylindrocarpa
Micropholis cylindrocarpa är en tvåhjärtbladig växtart som först beskrevs av Eduard Friedrich Poeppig, och fick sitt nu gällande namn av Jean Baptiste Louis Pierre. Micropholis cylindrocarpa ingår i släktet Micropholis och familjen Sapotaceae. IUCN kategoriserar arten globalt som nära hotad. Inga underarter finns listade i Catalogue of Life.